# ジョサイア・コンドル
ジョサイア・コンドル（Josiah Conder、1852年9月28日 - 1920年6月21日） は、イギリスの建築家。明治政府によって通称「御雇外国人」として日本に招聘された。明治10年に、工部大学校（現・東京大学工学部）の造家学（建築学）教師として来日して、西洋建築学を教えた。そのかたわら、明治期の洋館の建築家としても活躍し、上野博物館や鹿鳴館、有栖川宮邸などを設計した。辰野金吾はじめ創成期の日本人建築家を教育し、明治以後の日本建築界の基礎を築いた。明治23年に退官した後も民間で建築設計事務所を開設し、ニコライ堂や三菱1号館など数多くの建築物を設計した。
日本人女性を妻とし、日本画、日本舞踊、華道、落語といった日本文化の知識も深かった。河鍋暁斎に師事して日本画を学び、与えられた号は暁英。

## 名前
「コンドル」はオランダ風の読みで、「コンダー」の方が英語の読みに近い。著書『造家必携』（1886年）には「ジョサイヤ・コンドル」とあり、政府公文書では「コンダー」「コンドル」が混在しているが、一般には「コンドル先生」で通っていた。

## 経歴

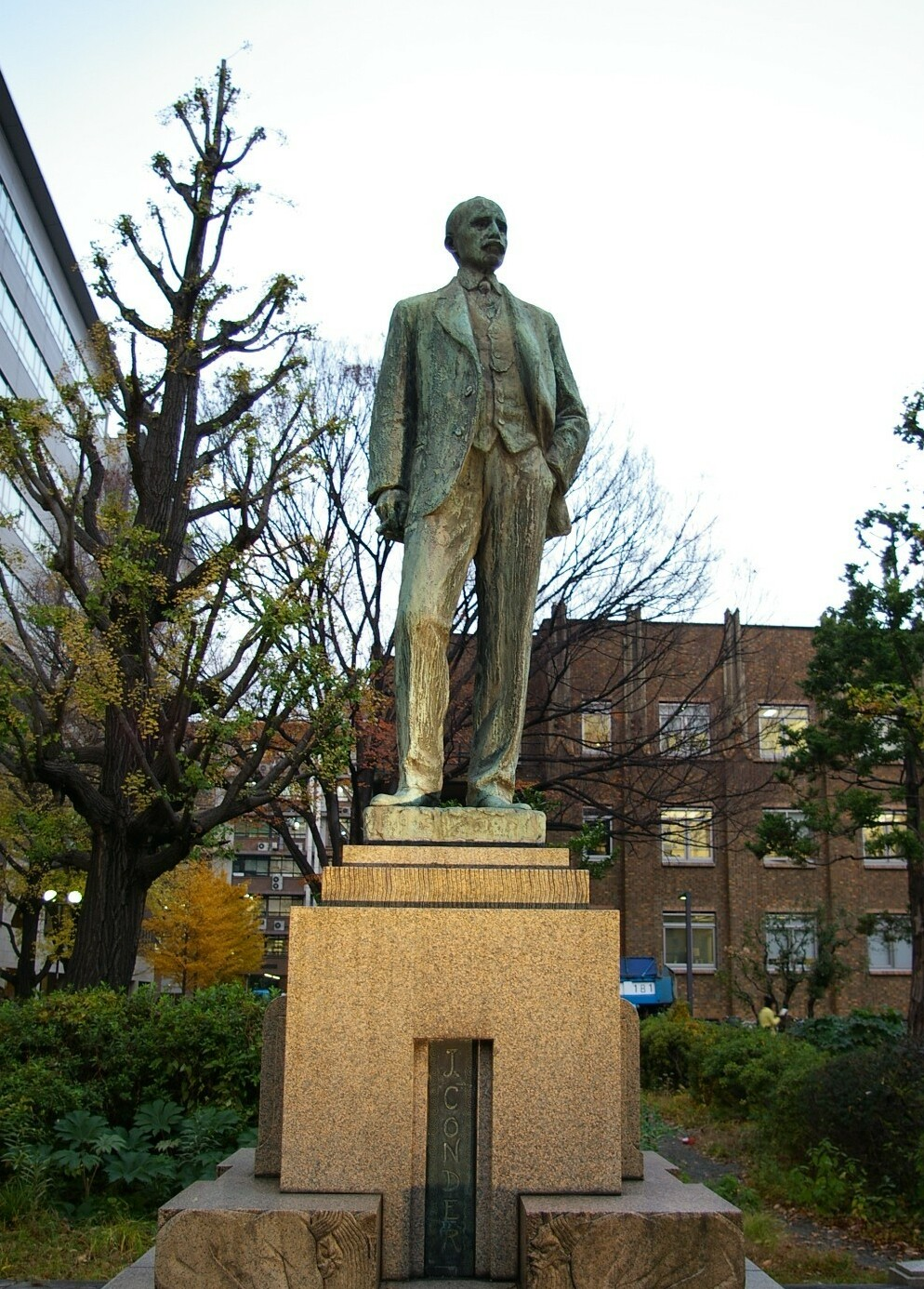
ジョサイア・コンドル博士像
（東京大学構内）

- 1852年 ロンドンのケニントン（22 Russel Grove, Brixton, Surrey）に生まれる[3]。同名の祖父 (Josiah Conder) は聖書関連著述家、叔父のフランシス・ルービリアック(Francis Roubiliac Conder)[4]は土木技師で鉄道建設請負で成功し、親戚には多数の聖職者、技術者、芸術家がいた。同名の父(Josiah Conder)は銀行員であった[5]。
- 1864年父親が急逝。
- 1865年奨学金を得てベドフォード商業学校に3年間通ったが、建築家を志し、1869年から親戚のトーマス・ロジャー・スミス (Thomas Roger Smith) （父の従兄弟でのちにロンドン大学教授になる建築家）宅に下宿しながら[6]、サウスケンジントン美術学校とロンドン大学で建築学を学ぶ。スミスは英領インドの公共建築の設計に関わったことがあった。
- 1873年 ウィリアム・バージェス建築事務所に助手として入所。バージェスもまたトルコや英領インドに建つ建築の設計をしたことがあった[7]。また、先のロンドン万博でも日本美術の記事を執筆していた[8]。
- 1875年 バージェスの事務所を辞し、ワルター・ロンズデール (Horatio Walter Lonsdale) のもとでステンドグラスを学ぶ。
- 1876年「カントリーハウスの設計」でソーン賞を受賞。工部省には御雇い建築家として工部大学校本館などを設計したボアンヴィルがいたが、彼が工部大学校の教師職を望まなかったため、新たに教師をイギリスに求めた。どのようにしてコンドル任用になったのかは不明であるが、5年契約で造家学教師に就任。
- 1877年（明治10年）来日、工部大学校（現・東京大学工学部）造家学（建築科）教師および工部省営繕局顧問。麻布今井町（現・六本木2-1）に居住。
- 1881年（明治14年）日本画家の河鍋暁斎に入門、毎週土曜日が稽古日。
- 1883年（明治16年）設計を担当した鹿鳴館が竣工。暁斎から暁英の号を受ける。（英暁か？[9]）
- 1884年（明治17年）工部省との契約終了により工部大学校を退官（辰野金吾が教授就任）。
- 1886年（明治19年）帝国大学工科大学講師（4月）、官庁集中計画の一環で学生を引率しドイツへ出張（10月-）、ロンドンにも立ち寄り、翌年帰国。
- 1888年（明治21年）講師辞任、建築事務所を開設。
- 1889年（明治22年）河鍋暁斎が死去。
- 1891年（明治24年）設計を担当したニコライ堂が竣工。
- 1893年（明治26年）前波くめと結婚。彼女は花柳流の舞踊家であった。
- 1894年（明治27年）設計を担当した三菱一号館が竣工。勲三等瑞宝章を授与される。
- 1896年（明治29年）設計を担当した茅町岩崎邸が竣工。
- 1904年（明治37年）麻布三河台町25（現・六本木4-3）に自邸を建設[10]。
- 1908年（明治41年）設計を担当した高輪岩崎邸が竣工。
- 1913年（大正2年）設計を担当した綱町三井倶楽部が竣工。
- 1914年（大正3年）工学博士号を授与される。
- 1917年（大正6年）設計を担当した古河邸が竣工。
- 1920年（大正9年）麻布の自邸で脳軟化症により逝去。67歳。聖アンデレ教会で告別式が行われ[11]、11日前に亡くなった妻と共に護国寺に埋葬された。

## 主な作品
*現況欄の○は現存、✕は現存せず、△は一部現存または再建。
| 建造物名                                 | 竣工年             | 所在地         | 現況 | 指定       | 備考 |
| ---------------------------------------- | ------------------ | -------------- | ---- | ---------- | --- |
| 訓盲院                                   | 1879年（明治12年） | 東京都中央区   | ✕    |            | 1923年関東大震災により大破。                                                                                       |
| 開拓使物産売捌所                         | 1880年（明治13年） | 東京都中央区   | ✕    |            | 1923年関東大震災により焼失。                                                                                       |
| 旧東京帝室博物館本館                     | 1882年（明治15年） | 東京都台東区   | △    |            | 1923年関東大震災により大破。土田卯三郎が一部を湯河原の海岸沿いに移築。現在の銀河館。                               |
| 旧宮内省本館                             | 1882年（明治15年） | 東京都千代田区 | ✕    |            | 1931年取壊し |
| 鹿鳴館（華族会館）                       | 1883年（明治16年） | 東京都千代田区 | ✕    |            | 1940年取壊し |
| 霞関離宮（旧有栖川宮熾仁親王邸洋館）     | 1884年（明治17年） | 東京都千代田区 | ✕    |            | 1945年東京大空襲により大破、戦後取壊し                                                                             |
| 東京大学法文経教室 (旧法文科大学）       | 1884年（明治17年） | 東京都文京区   | ✕    |            | 関東大震災後の火災により焼失。                                                                                     |
| 北白川宮邸洋館                           | 1884年（明治17年） | 東京都港区     | ✕    |            | |
| 香蘭女学校校舎                           | 1888年（明治21年） | 東京都品川区   | ✕    |            | |
| 聖アンデレ教会（飯倉教会）               | 1888年（明治21年） | 東京都港区     | ✕    |            | 1878年（明治11年）に竣工した初代礼拝堂の増改築。                                                                   |

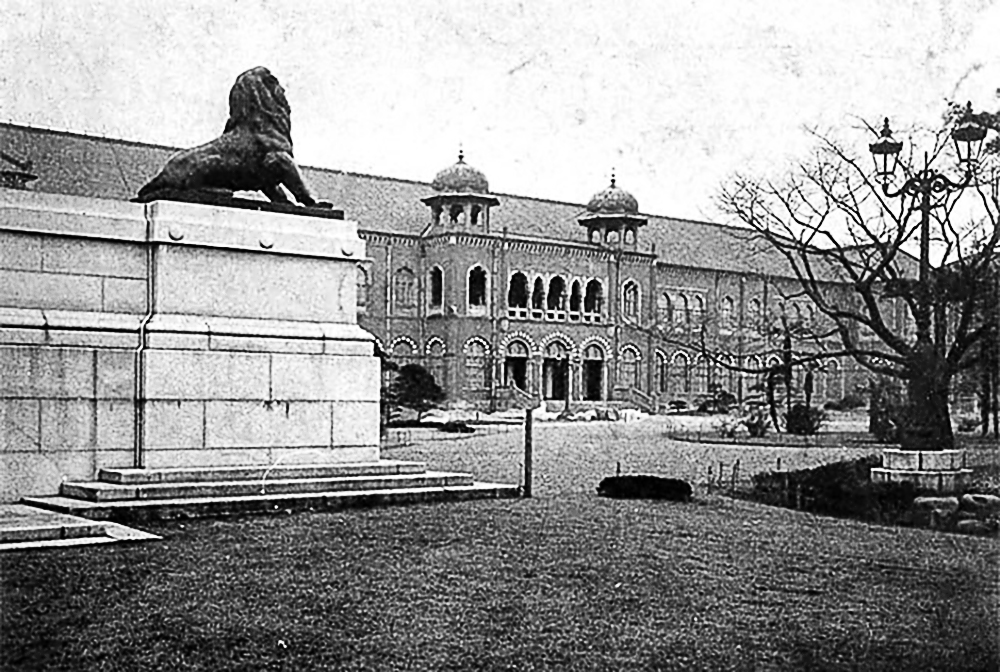
旧東京帝室博物館本館
鹿鳴館
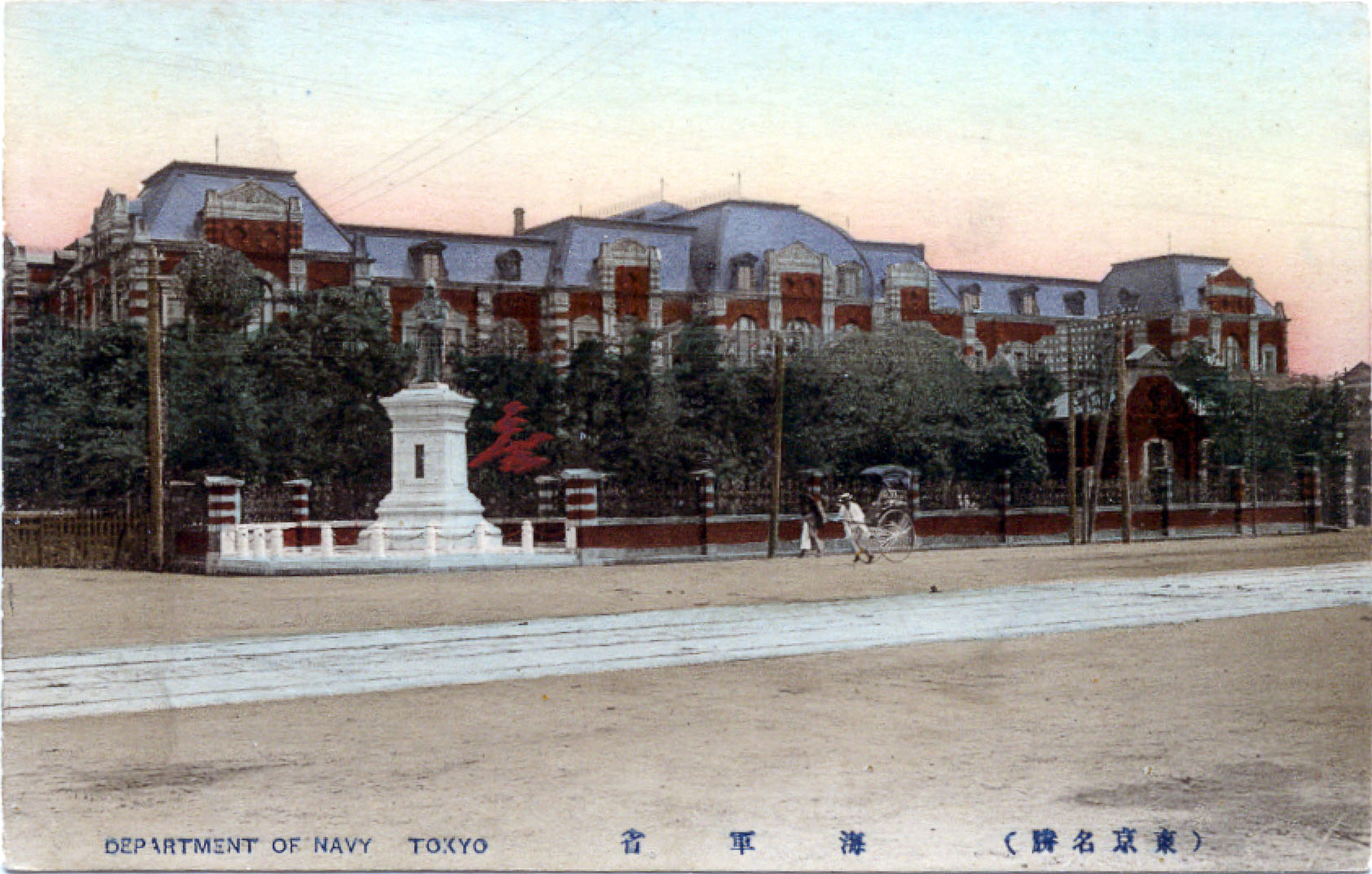
旧海軍省本館
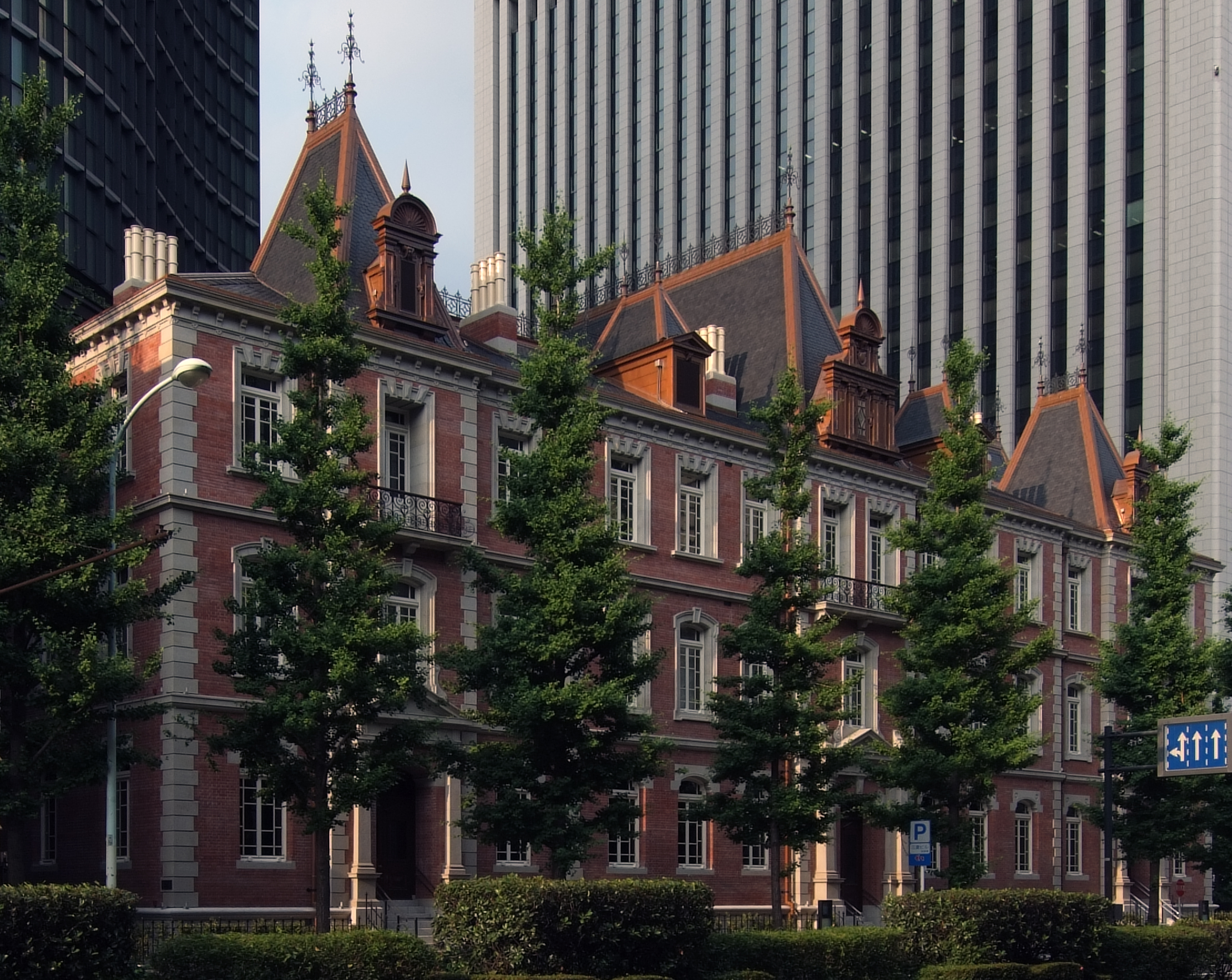
三菱一号館（レプリカ）
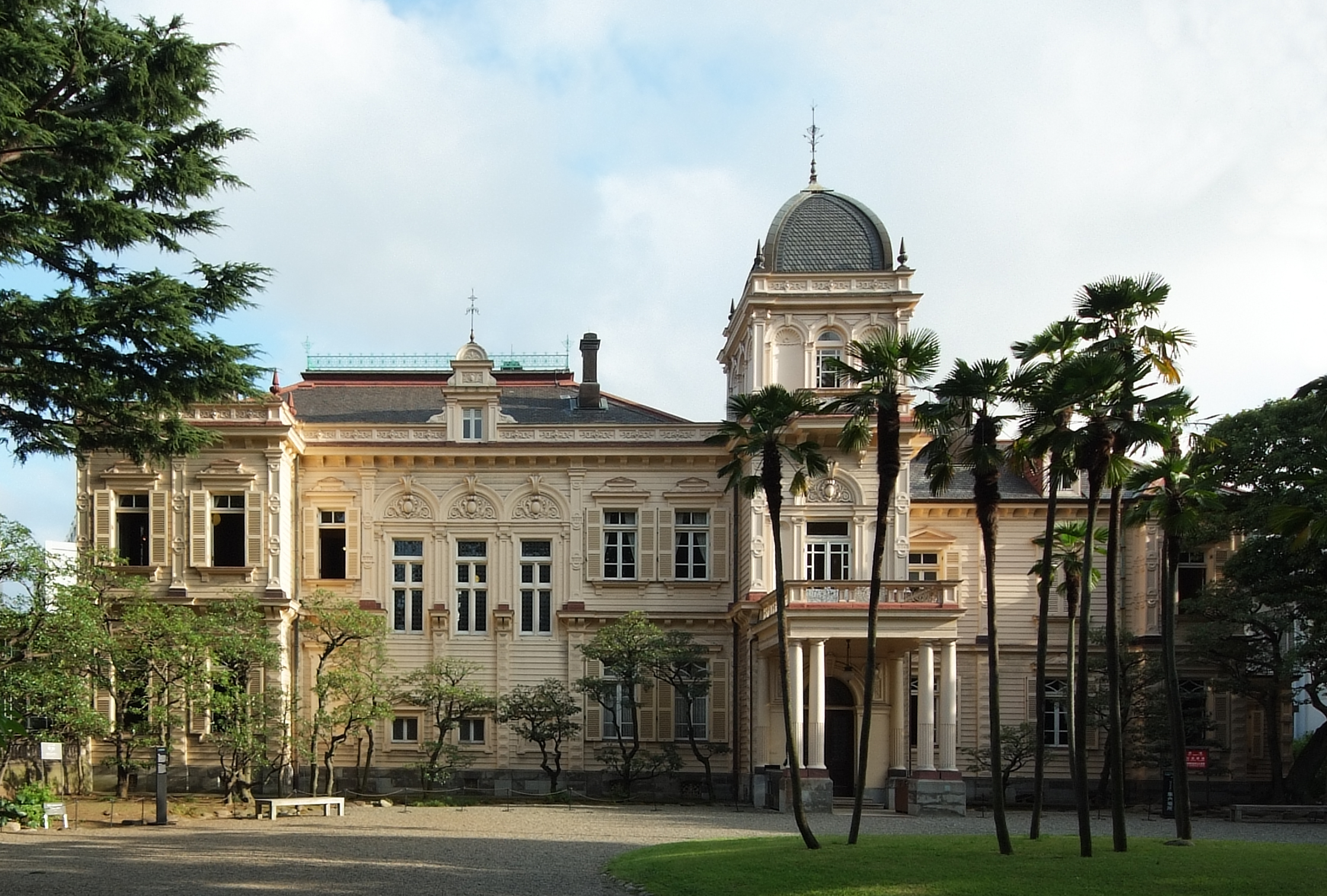
岩崎久弥茅町本邸洋館
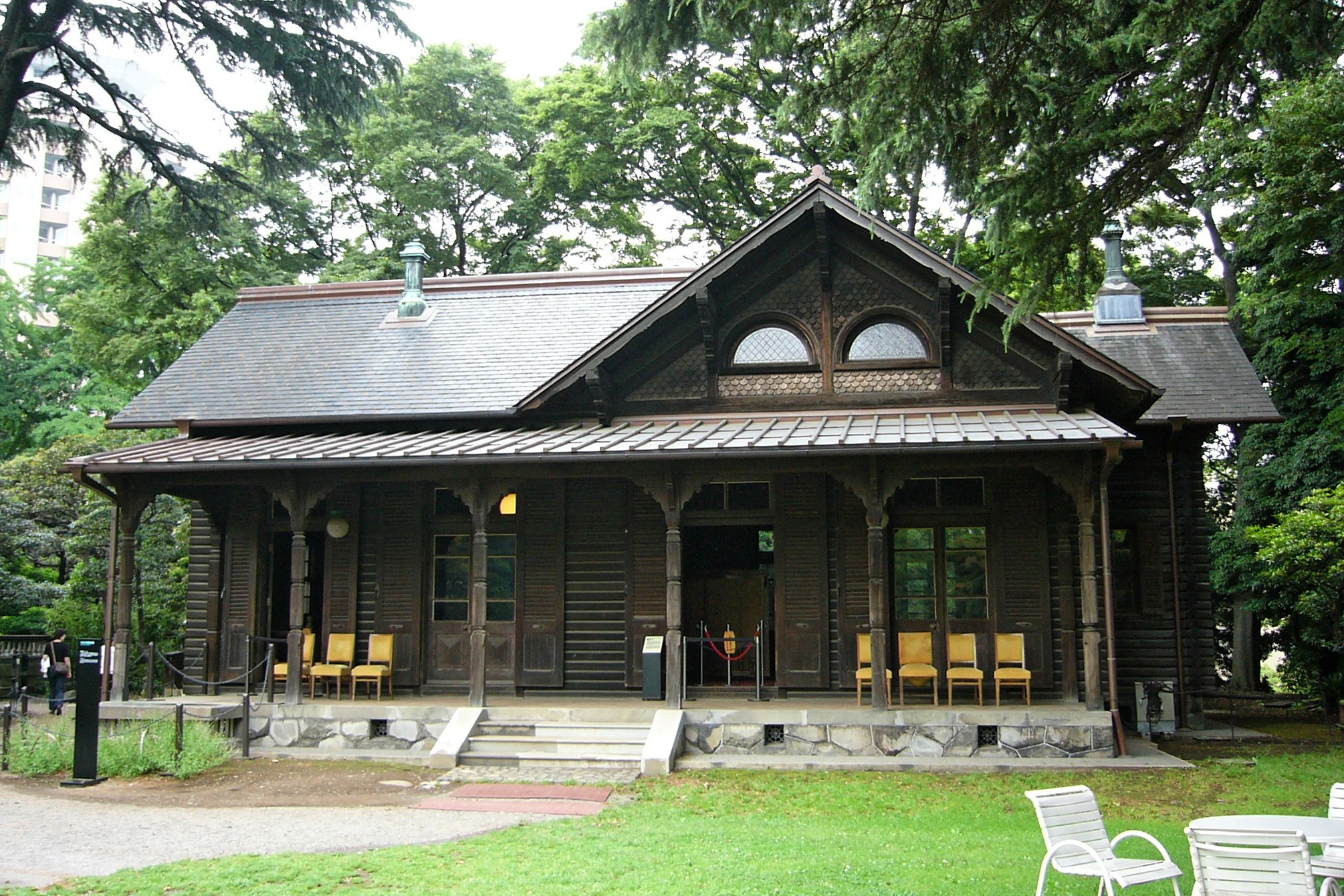
岩崎久弥茅町本邸撞球室
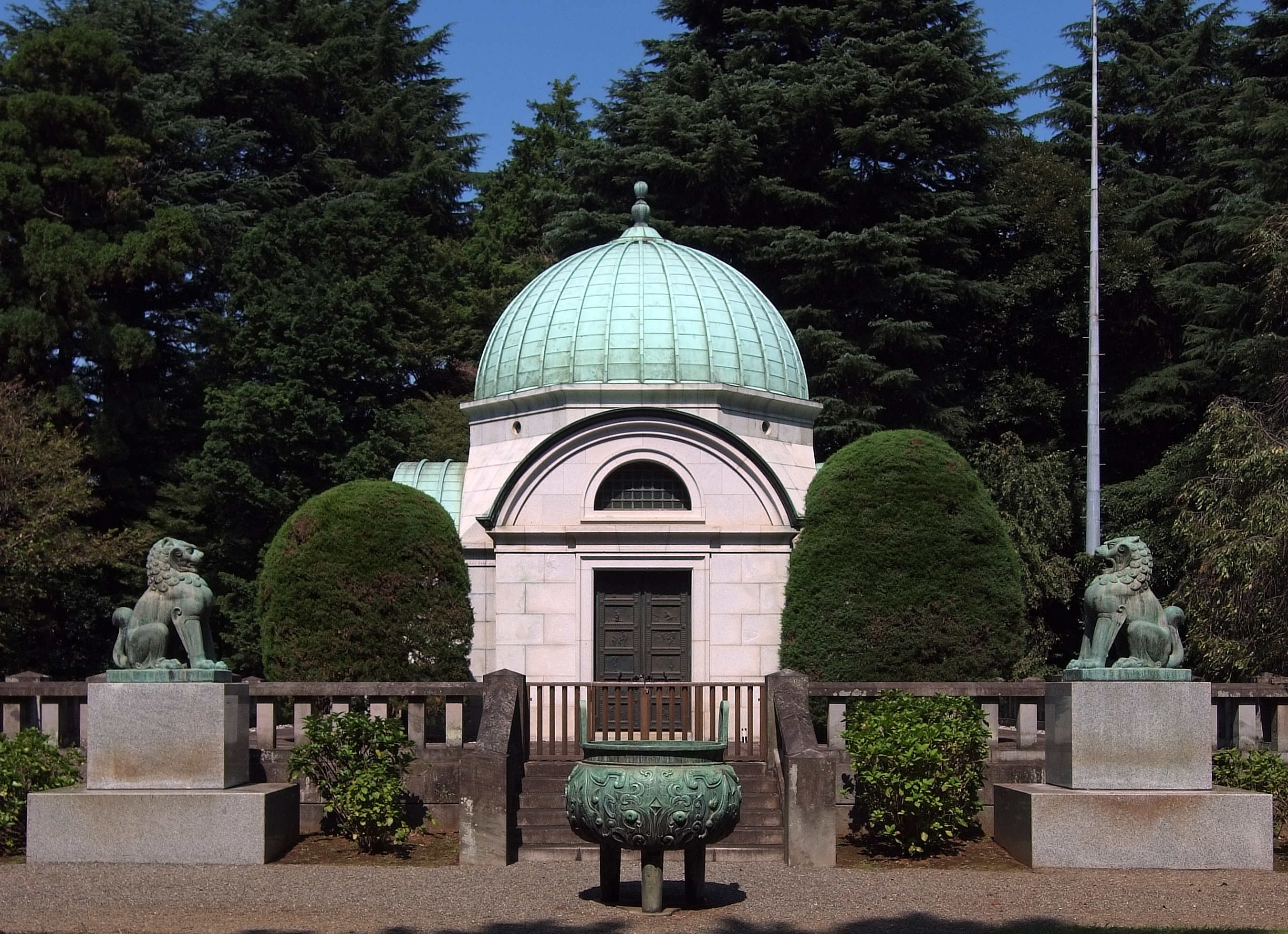
岩崎家廟
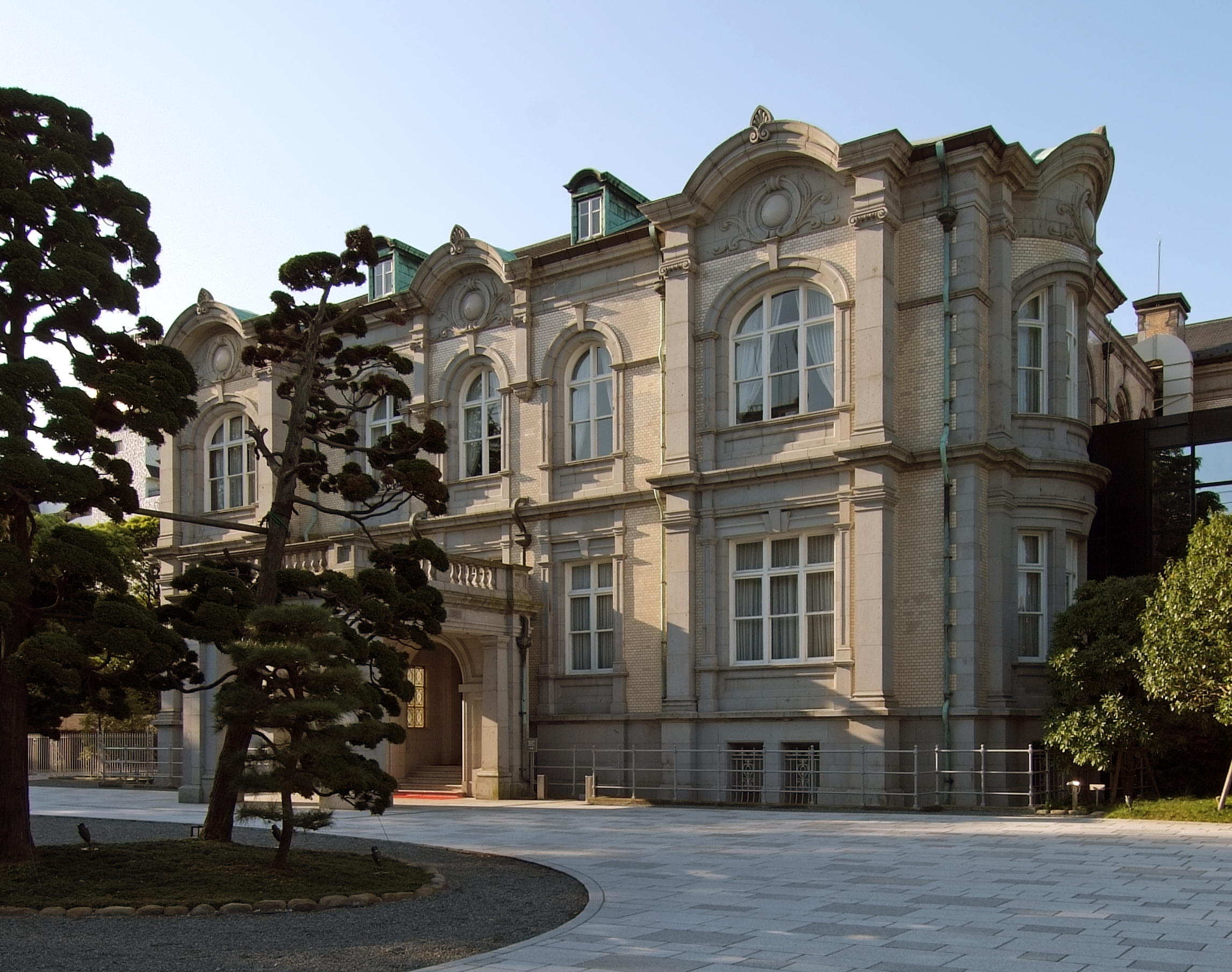
綱町三井倶楽部
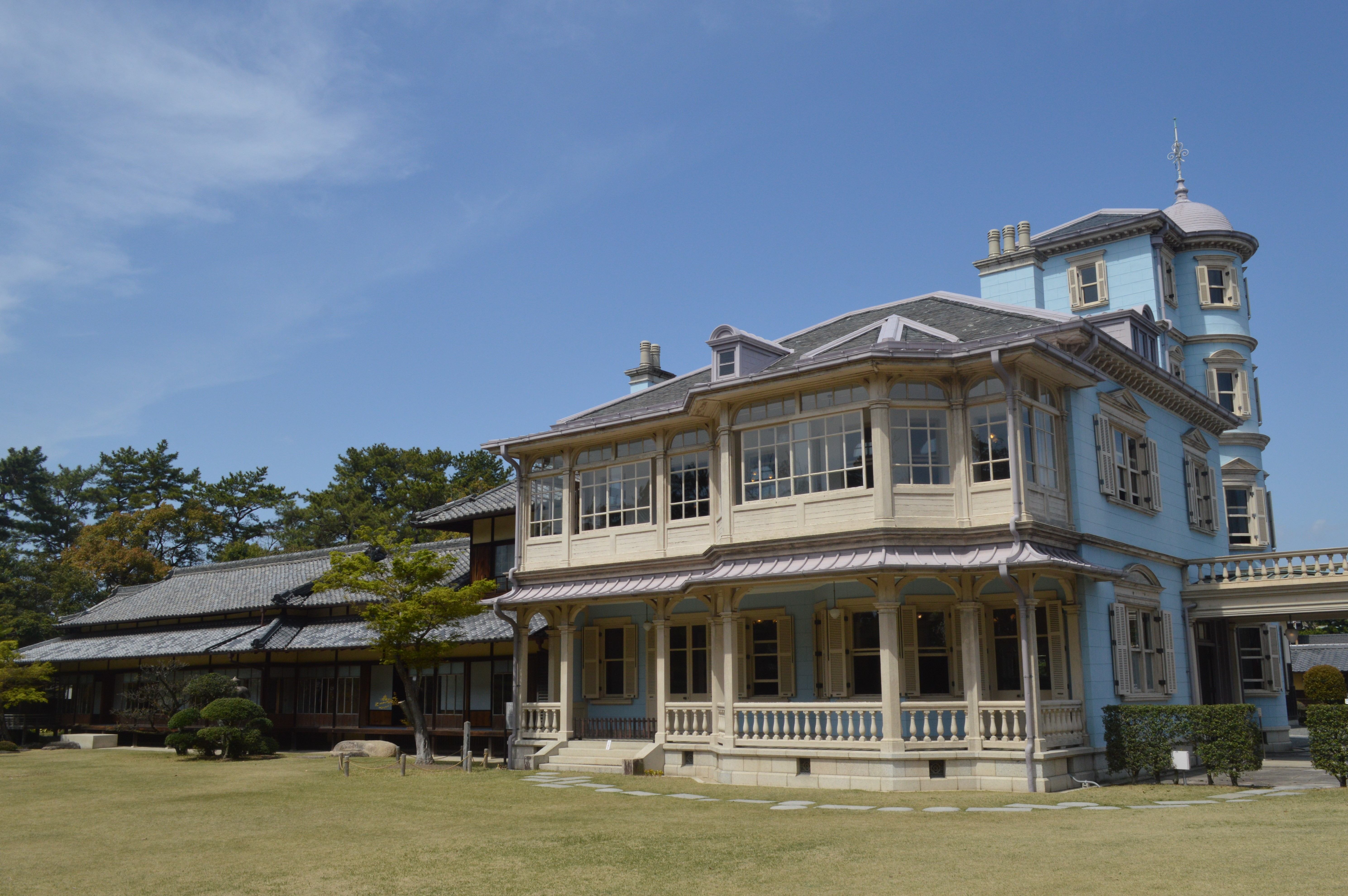
六華苑（旧諸戸清六邸）洋館
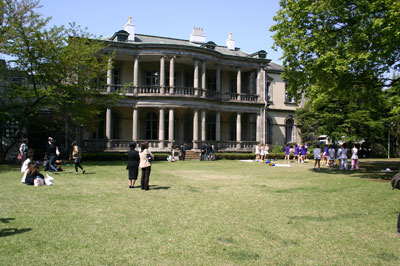
島津家袖ヶ崎邸
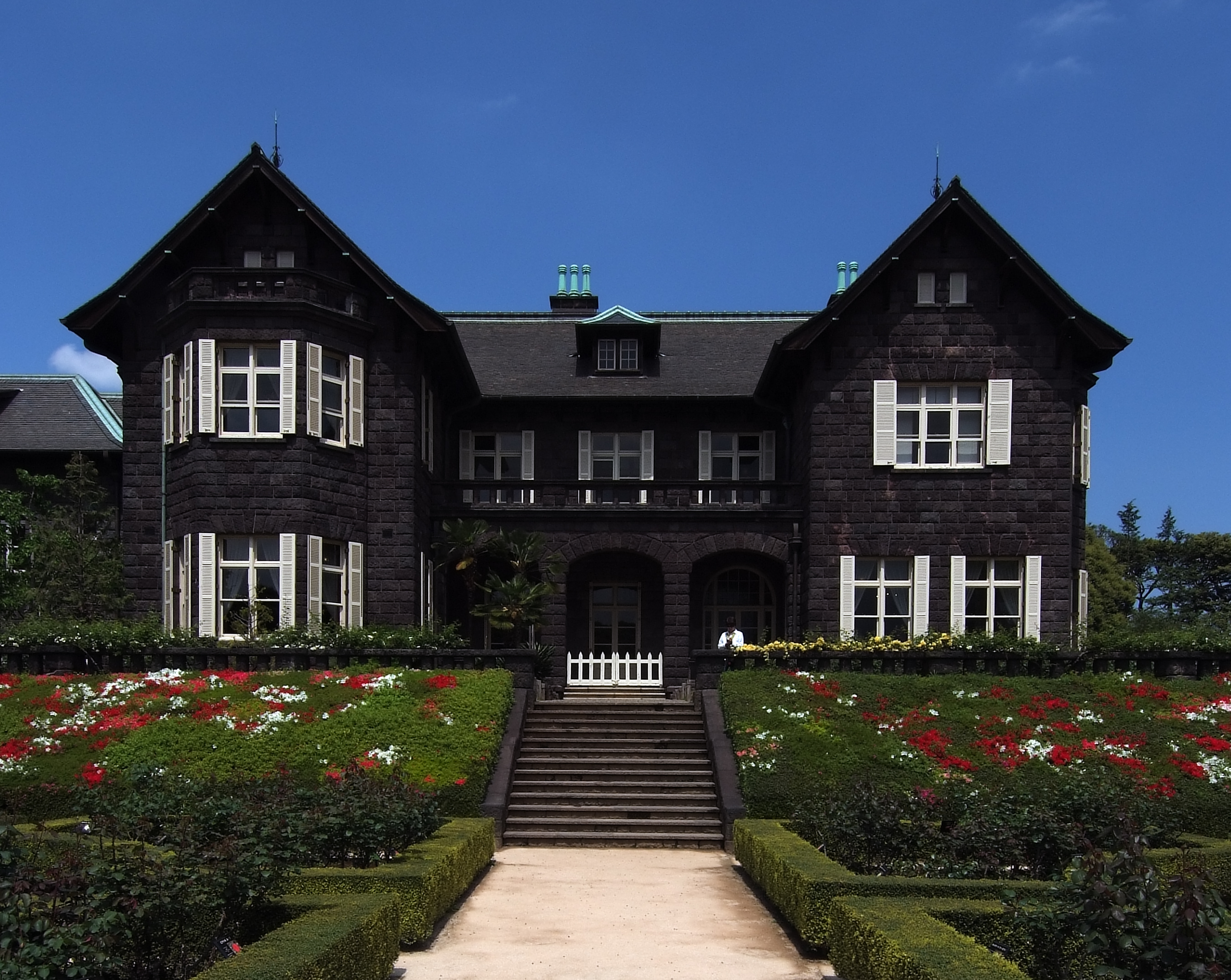
旧古河虎之助邸
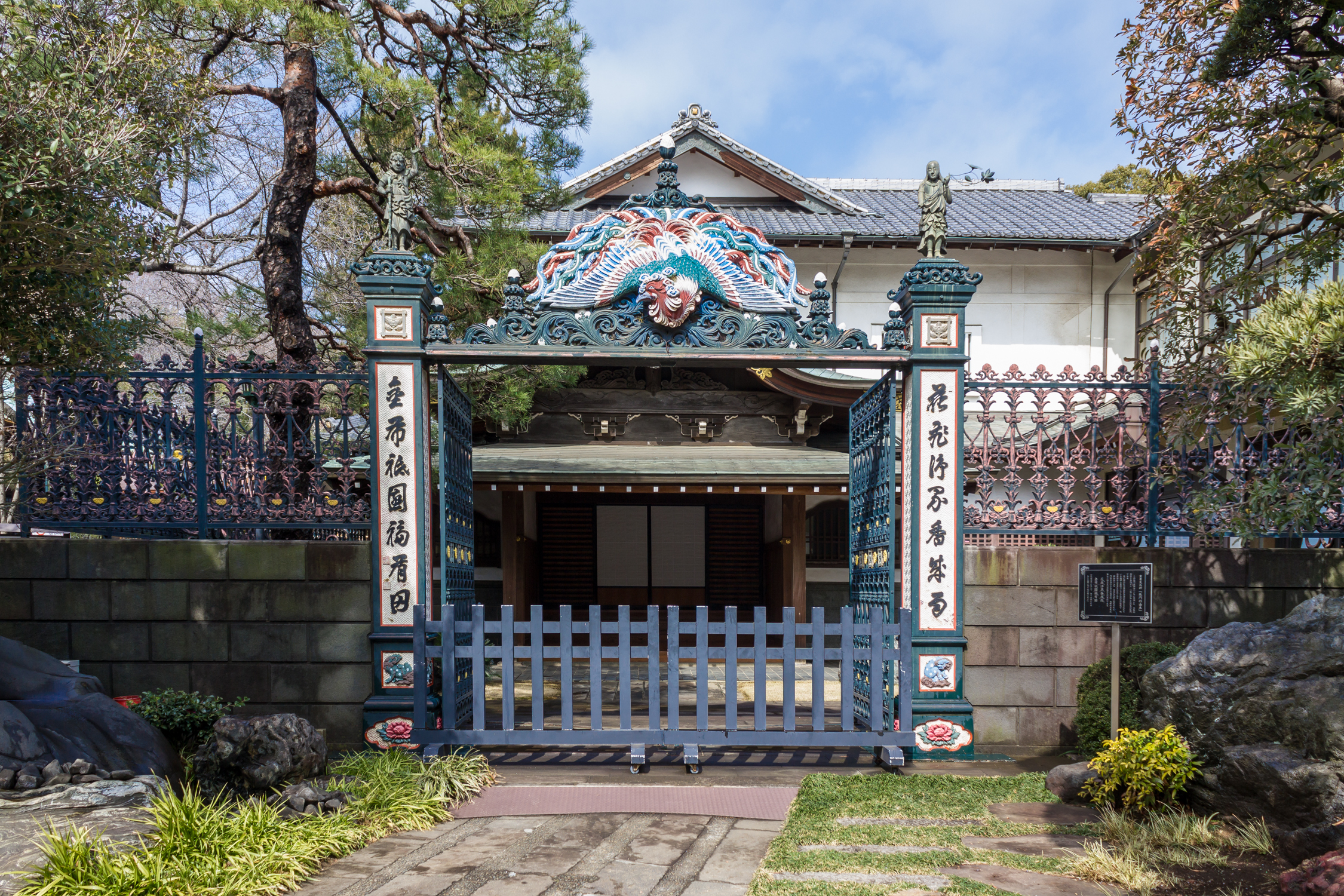
妙法寺鉄門

| 岩崎弥之助深川邸洋館                     | 1889年（明治22年） | 東京都江東区   | ✕    |            | 1923年関東大震災により焼失。現・清澄公園内にあった。                                                               |
| ニコライ堂                               | 1891年（明治24年） | 東京都千代田区 | ○    | 重要文化財 | 実施設計のみ。原設計はロシアのミハイル・シチュールポフ（Michael A. Shchurupov）                                    |
| 旧海軍省本館                             | 1894年（明治27年） | 東京都千代田区 | ✕    |            | 1945年東京大空襲により焼失。現在の霞が関の中央合同庁舎第1号館の位置にあった。                                      |
| 東京キリスト教青年会会館                 | 1894年（明治27年） | 東京都千代田区 | ✕    |            | 1923年関東大震災により焼失。                                                                                       |
| 三菱一号館                               | 1894年（明治27年） | 東京都千代田区 | △    |            | 1968年取壊し。2009年レプリカ再建。                                                                                 |
| 三菱二号館                               | 1895年（明治28年） | 東京都千代田区 | ✕    |            | 1932年取壊し。跡地は明治生命館。                                                                                   |
| 聖アンデレ教会（飯倉教会）2代礼拝堂      | 1895年（明治28年） | 東京都港区     | ✕    |            | 1894年の明治東京地震でコンドルが増築に携わった初代礼拝堂は倒壊したため、翌年コンドルの設計により木造の聖堂が竣工。 |
| 岩崎久弥茅町本邸                         | 1896年（明治29年） | 東京都台東区   | ○    | 重要文化財 | 現・旧岩崎邸庭園洋館および撞球室。併設の和館は一部を残し解体。                                                     |
| アーネスト・サトウ中禅寺別荘             | 1896年（明治29年） | 栃木県日光市   | △    |            | 現・旧英国大使館別荘（中禅寺）。増改築されたのち建物は復元。                                                       |
| ドイツ公使館（1906年以降はドイツ大使館） | 1897年（明治30年） | 東京都千代田区 | ✕    |            | 1945年東京大空襲により焼失。現在の国立国会図書館東京本館の位置にあった。                                           |
| 立教女学校校舎・寄宿舎                   | 1899年（明治32年） | 東京都中央区   | ✕    |            | 築地居留地38番。1923年関東大震災により焼失。                                                                       |
| 横浜山手聖公会2代聖堂                    | 1901年（明治34年） | 神奈川横浜     | ✕    |            | 煉瓦造りのヴィクトリア様式。                                                                                       |
| 大隈重信邸温室                           | 1902年（明治35年） | 東京都新宿区   | △    |            | 1901年焼失・再建。現在・大隈会館大隈庭園。                                                                         |
| 松方正義邸                               | 1905年（明治38年） | 東京都港区     | ✕    |            | |
| 渡辺専次郎鎌倉別邸                       | 1906年（明治39年） | 神奈川鎌倉     | ✕    |            | 京都大学建築学教室に図面9枚保管                                                                                    |
| 岩崎弥之助高輪邸                         | 1908年（明治41年） | 東京都港区     | ○    |            | 現・三菱開東閣 |
| ウェスト像台座                           | 1908年（明治41年） | 東京都文京区   | ○    |            | 東京大学本郷キャンパス構内                                                                                         |
| 岩崎家廟                                 | 1910年（明治43年） | 東京都世田谷区 | ○    |            | |
| 岩永省一邸                               | 1912年（大正元年） | 東京都目黒区   | △    |            | 一部が現・目黒雅叙園旬遊紀                                                                                         |
| 岩崎小弥太別邸                           | 1913年（大正2年）  | 神奈川県箱根町 | ✕    |            | 現・小田急山のホテル                                                                                               |
| 三井家倶楽部                             | 1913年（大正2年）  | 東京都港区     | ○    |            | 現・綱町三井倶楽部                                                                                                 |
| 旧諸戸清六邸                             | 1913年（大正2年）  | 三重県桑名市   | ○    | 重要文化財 | 現・桑名市六華苑。                                                                                                 |
| 島津家袖ヶ崎邸                           | 1915年（大正4年）  | 東京都品川区   | ○    | 重要文化財 | 現・清泉女子大学本館および3号館                                                                                    |
| 古河虎之助邸                             | 1917年（大正6年）  | 東京都北区     | ○    |            | 現・旧古河庭園大谷美術館                                                                                           |
| 成瀬正行邸                               | 1919年（大正8年）  | 東京都港区     | ✕    |            | のちに総理大臣別邸 大東亜迎賓館。最晩年の作品。唯一の鉄筋コンクリート造。1944年空襲により焼失。                    |

- その他

| 建造物名                         | 年                 | 所在地       | 状態 | 指定 | 備考                                                                           |
| -------------------------------- | ------------------ | ------------ | ---- | ---- | ------------------------------------------------------------------------------ |
| 聖三一大聖堂（立教教会）内部装飾 | 1893年（明治26年） | 東京都中央区 | ×    |      | 聖堂は親友のジェームズ・ガーディナーの設計により1889年（明治22年）12月に竣工。 |

- 参考

| 建造物名   | 年                 | 所在地       | 状態 | 指定       | 備考 |
| ---------- | ------------------ | ------------ | ---- | ---------- | --- |
| 妙法寺鉄門 | 1878年（明治11年） | 東京都杉並区 | ○    | 重要文化財 | 工部省の制作。当時工部省顧問だったコンドルが関与したとの説がある（妙法寺の説明ではコンドル設計となっているが未確定） |

- 旧東京帝室博物館本館
- 鹿鳴館
- 旧海軍省本館
- 三菱一号館（レプリカ）
- 岩崎久弥茅町本邸洋館
- 岩崎久弥茅町本邸撞球室
- 岩崎家廟
- 綱町三井倶楽部
- 六華苑（旧諸戸清六邸）洋館
- 島津家袖ヶ崎邸
- 旧古河虎之助邸
- 妙法寺鉄門

## 著書
- 「造家必携」1886年
- 「河鍋暁斎」岩波書店
- 「庭造法」マール社
- 「The Flowers of Japan And The Art of Floral Arrangement」1891年[22]
- 「Landscape Gardening in Japan」Kelly and Walsh, Limited, 1893年
- 「The Floral Art of Japan」1899年
- 「Supplement to Landscape Gardening in Japan」
- 「Painting and Studies by Kawanabe Kyosai」1911年

## 師弟関係

### 師匠
- トーマス・ロジャー・スミス Thomas Roger Smith (1830-1903) - フィリップ・ハドウィック Philip Hardwick のもとで建築を学び、1855年に独立、1880年よりロンドン大学教授、王立建築家協会正会員。シェフィールド出身。コンドルの父の従兄弟。
- ウィリアム・バージェス William Burges (1827-1881）- ゴシック・リヴァイヴァルの先駆者。

### 生徒（工部大学校）
- 片山東熊 - 第1期生
- 辰野金吾 - 第1期生
- 曽禰達蔵 - 第1期生
- 佐立七次郎 - 第1期生
- 渡辺譲 - 第2期生
- 藤本寿吉 - 第2期生
- 久留正道 - 第3期生
- 河合浩蔵 - 第4期生
- 新家孝正 - 第4期生
- 滝大吉 - 第5期生
- 妻木頼黄 - 第6期生（中退）

### 弟子
- 桜井小太郎

## 人物
- 日本文化に傾倒。画家（浮世絵師）の河鍋暁斎に就いて学び、「暁英」という号を与えられた。河鍋暁斎がコンドルに教えたのは、狩野派の画法であると考えられている。また、遠州流の華道を学び、著作の"The Flowers of Japan and the Art of Floral Arrangement"は生け花についての英語による初めての本と言われている。
- 大磯の吉田茂邸隣地に別荘を保有していた。
- 工部大学校の生徒数が少なかったとはいえ、学科教師にとってヘンリー・ダイアーが作成したシラバスに従い専門科目から実習までの授業を受け持つことは大変な負担であった。コンドルはそれを承知で造家学教師職を引き受け、十分にその任務を果たした[23]。

## 家族
- 祖父：ジョサイア・コンダー (Josiah Conder) , 1789-1855[24]。聖書関連著述家。1830年代、世界各地の旅行ガイド『モダン・トラベラー (Modern Traveller) 』を出版し、大好評を博した[25]。
- 叔父：フランシス・ルービリラック・コンダー (Francis Roubiliac Conder) , 1815-1889[26]。土木技師、鉄道建設請負で大成功した。
- 従兄弟：上記叔父の息子クロード・リニアー・コンダー (Claude Reignier Conder) （1848-1910）はロンドン大学とウールウィッ チ陸軍工兵学校 (Woolwich Royal Military Academy) を卒業後、工兵 (Royal Engineers) として中近東の地理・考古学調査で活躍した。コンドルの日本行きに大きな影響を与えたと思われる。
- 叔父：ユースタス・ロジャース・コンダー（Eustace Rogers Conder, 1820-1893）、聖職者。長男ユースタス・ローリンストン・コンダー（Eustace Lauriston Conder, 1863-1935）[27]は建築家。
- 叔父：チャールズ・エドワード・コンダー（Charles Edward Conder, 1828-1911）、土木技師。
- 弟：トーマス・ロジャー・コンダー（Thomas Roger Conder）、建築家。
- 父：ジョサイヤ・コンダー(1822–1864) - イングランド銀行行員。
- 母：エリザベス・コンダー(1820–1899) - 旧姓ウィルシャー[28]。
- 妻：前波くめ （まえば くめ、1856-1920）- 日本舞踊家。師匠の菊川金蝶（本名・前波きく[29]）の内弟子をしていたときに、日本舞踊を習っていたコンドルのところに出稽古に赴き知り合う[30]。東京本郷湯島天神町の町人・石村惣兵衛の次女として生まれ、神田白壁町の美術商（骨董商）の前波徳兵衛・梅遊夫婦の養女となる[31]。1893年、コンドル41歳、くめ37歳のとき、正式に結婚。コンドルの娘ヘレンの談によると、コンドルは洋館、くめは和館で暮らしており、血の繋がらないヘレンには厳しい母で、母娘の関係は親密ではなかったという[32]。
- 娘：ヘレン（1880もしくは1883-1974） - 日本名はハナともアイコとも言われているが、デンマークではヘレン・アイコ・グルットと名乗っていた。コンドルがくめと知り合う前に芸者との間にもうけた子と言われ、下町の貧しい長屋に養女に出されていたのをコンドルが結婚後、引き取った[23]。東京女学館を卒業後、1901年ベルギーのブリュッセルにあるフィニッシング・スクールに4年間留学し、その帰国の船上で、スウェーデン海軍の士官だったウィリアム・レナート・グルット(1881-1949)と知り合う。1906年、コンドルが増築設計した東京港区芝の聖アンデレ教会（オリジナル部分はチャールズ・アルフレッド・シャストール・ド・ボアンヴィル設計[33]）で結婚[34][32]。グルットはスウェーデンスカラボリ県Gammalstorp村領主の息子で、両親はデンマーク人であり[35]、兄に建築家のトーベン・グルット（sv:Toben Grut）がいる[36]。グルットは親戚が経営するタイの電力会社とゴム農園経営を手伝うことになり[37]、のちにマレーシアのヤシ油農園「en:United Plantations」の社長となり[38]、ヘレンもそれに伴いタイやマレーシアで暮らし、6人の子をもうけた[32]。6人の孫は第一次世界大戦中は日本に疎開していた。孫達は成人後は誰もアジアには戻らず、デンマーク・スウェーデン・カナダ・南アフリカで生涯を終えた。ヘレンは非常に美貌で、知識人ではなかったが、数か国語を話したという[32]。コンドル死亡時にバンコクから一度来日したが、それ以降日本を訪れることはなかった。幼いころコンドルとともに河鍋暁斎に日本画を習っており[39]、コンドル没後、土地の相続を放棄したかわりに、コンドルが収集した暁斎作品を含む日本美術コレクションを持ち帰り、ヨーロッパなどで売却した（暁斎作品は暁斎博物館が数億円で購入[23]）。
- 息子：ヘレンの談によると、コンドルには息子もいたが、夭逝したためヘレンが引き取られたという[32]。
- 娘：ヤエ（養女） - くめの姉の子。ヤエが相続したコンドルの土地家屋はヤエの実弟の前波章三が引き継いだ[10]。
- 孫：ウィリアム　- カナダ人。医者。アイコの次男。
- 曾孫：ギュスターブ - ウィリアムの息子。カナダ人。